# Dorscheid (Luxemburg)
Dorscheid (en luxemburguès: Duerscht; alemany:  Dorscheid) és una vila de la comuna de Parc Hosingen, situada al districte de Diekirch del cantó de Clervaux. Està a uns 47 km de distància de la ciutat de Luxemburg.

## Història
Abans de l'1 de gener de 2012, Dorscheid formava part de l'antiga comuna de Hosingen, que va ser dissolta per crear la comuna de Parc Hosingen.